# Saint-Hilaire-le-Vouhis
Saint-Hilaire-le-Vouhis é uma comuna francesa na região administrativa da Pays de la Loire, no departamento de Vendéia. Estende-se por uma área de 28,91 km². Em 2010 a comuna tinha 1 092 habitantes (densidade: 37,8 hab./km²).